# Гаврилов, Сергей Витальевич
Серге́й Вита́льевич Гаври́лов (род. 1959) — российский учёный, доктор технических наук, профессор, директор Института проблем проектирования в микроэлектронике РАН (с 2019 года). Профессор (2009 по н.в.) и исполняющий обязанности заведующего кафедрой проектирования и конструирования интегральных микросхем (2018-2023) Национального исследовательского университета «Московский институт электронной техники» (МИЭТ).

## Биография
Выпускник Московского физико-технического института. Кандидат технических наук (1997), доктор технических наук (2007).
В 1983 году окончил факультет управления и прикладной математики Московского физико-технического института (МФТИ).
С 1994 года по настоящее время работает в ИППМ РАН.
С 2009 года профессор кафедры проектирования и конструирования интегральных микросхем (2009-2023), затем Института интегральной электроники МИЭТ (2023 по н.в.). С сентября 2018 года по май 2023 года также исполняющий обязанности заведующего кафедрой проектирования и конструирования интегральных микросхем (до её вхождения в состав Института интегральной электроники).
С июля 2019 года директор ИППМ РАН.
Сфера научных интересов:
- системы автоматизации проектирования СБИС,
- методы оптимизации интегральных схем,
- статический временной анализ,
- анализ мощности интегральных схем,
- характеризация библиотек элементов,
- логический синтез,
- методы быстрого моделирования,
- анализ помехоустойчивости,
- топологический синтез.

## Награды, премии, почётные звания
- Лауреат премии Правительства Российской Федерации в области науки и техники (2015)[1]